# 怒江藤黄
怒江藤黄（学名：Garcinia nujiangensis）是金丝桃科藤黄属的植物，为中国的特有植物。分布于中国大陆的西藏、云南等地，生长于海拔800米至1,700米的地区，见于山坡或沟谷的密林中，目前尚未由人工引种栽培。

## 别名
歇第（怒江独龙语），捧咖昔、哇咖扑昔（德宏景颇语）